# Возницы
Возницы — деревня в Старицком районе Тверской области. Входит в состав Степуринского сельского поселения.

## География
Находится в южной части Тверской области на расстоянии приблизительно 6 км на запад-северо-запад от административного центра поселения деревни Степурино.

## История
Деревня была отмечена ещё на карте 1825 года. В 1859 году здесь (деревня Старицкого уезда) было учтено 35 дворов, в 1941 году — 66.

## Население
Численность населения: 251 человек (1859 год), 13 (русские 92 %) в 2002 году, 1 в 2010.